# Trichopterna grummi
Trichopterna grummi är en spindelart som beskrevs av Andrei V. Tanasevitch 1989. Trichopterna grummi ingår i släktet Trichopterna och familjen täckvävarspindlar. Inga underarter finns listade i Catalogue of Life.